# Myrmecia piliventris
Myrmecia piliventris är en myrart som beskrevs av Smith 1858. Myrmecia piliventris ingår i släktet bulldoggsmyror, och familjen myror. Inga underarter finns listade i Catalogue of Life.